# Davallia undulata
Davallia undulata là một loài dương xỉ trong họ Davalliaceae. Loài này được Noot. mô tả khoa học đầu tiên năm 1994.
Danh pháp khoa học của loài này chưa được làm sáng tỏ. 